# سازمان لیگ توماس مالتوس
سازمان لیگ توماس مالتوس (به انگلیسی: Malthusian League) یک سازمان بریتانیایی بود که به طرفداری و گسترش پیشگیری از بارداری می‌پرداخت. این سازمان در سال ۱۸۷۷ تأسیس و در سال ۱۹۲۷ میلادی منحل شد. این لیگ یک سازمان سکولار، یوتیلیتارین و فردگرا و «از همه مهم‌تر مالتوسانیست» بود.این سازمان بیان می‌کرد که نگرانیهایی دربارهٔ فقر طبقهٔ کارگر بریتانیا دارد و مدعی بود که اذعان داشت که رشد بیش از حد جمعیت عامل اصلی فقر است. زمان تأسیس این لیگ همزمان با «محاکمهٔ نولتون» آنی بسانت و چارلز بردلو در ژوئیه سال ۱۸۷۷ بود.آنها به دلیل انتشار کتاب میوه‌های فلسفی چارلز نولتن که در آن دربارهٔ چندین روش پیشگیری از بارداری توضیح داده بود مورد پیگرد قانونی قرار گرفته بودند. سازمان لیگ توماس مالتوس به عنوان مروج اصلی و دایمی رفع مجازات‌ها در راستای ترویج پیشگیری از بارداری و دانش عمومی مربوط به آن تشکیل شد. این محاکمه نشان داد که جامعه علاقه زیادی به موضوع پیشگیری از بارداری دارد و فروش این کتاب در طول محاکمه افزایش یافت.اولین رئیس این سازمان چارلز رابرت دیرسدیل بود.